# 曼努埃尔·古铁雷斯
曼努埃尔·古铁雷斯（西班牙語：Manuel Gutiérrez，1920年4月8日—？），墨西哥男子足球运动员，司职后卫。他曾代表墨西哥国家队参加1950年国际足联世界杯，结果队伍止步小组赛阶段。